# Elizabeth Simmonds
Pour les articles homonymes, voir Simmonds.
Elizabeth Clare Simmonds (née le 22 janvier 1991 à Beverley en Angleterre) est une nageuse britannique spécialiste des épreuves de dos.

## Biographie
En août 2010, Elizabeth Simmonds obtient sa première médaille d'or lors d'une compétition internationale en remportant le 200 mètres dos des Championnats d'Europe 2010 en devançant sa compatriote Gemma Spofforth. Deux jours plus tard, lors du 100 mètres dos, le podium est inverse. Spofforth, en 59 s 80, s'impose en étant la seule à passer sous la minute.  Le dernier jour, elle obtient la médaille d'or du relais 4 × 100 m quatre nages. Elle ne participe cependant qu'aux séries.

## Palmarès

### Jeux olympiques
| Épreuve / Édition | Pékin 2008                               | Londres 2012     |
| 100 m dos         | 10e temps des demi-finales 1 min 00 s 39 | -                |
| 200 m dos         | 6e 2 min 08 s 51                         | 4e 2 min 07 s 26 |

### Championnats du monde

#### En grand bassin
| Épreuve / Édition | Grand bassin     | Grand bassin    | Grand bassin    |
| Épreuve / Édition | Melbourne 2007   | Rome 2009       | Shanghai 2011   |
| 100 m dos         | -                | 7e 59 s 71      | 7e 59 s 89      |
| 200 m dos         | 7e 2 min 11 s 09 | 5e 2 min 7 s 98 | 7e 2 min 8 s 76 |

#### En petit bassin
| Épreuve / Édition         | Manchester 2008           | Istanbul 2012                      |
| 50 m dos                  | -                         | 11e temps des demi-finales 27 s 28 |
| 100 m dos                 | -                         | 10e temps des demi-finales 58 s 34 |
| 200 m dos                 | Argent 2 min 02 s 60 – RE | 5e 2 min 04 s 55                   |
| 4 × 100 mètres 4 nages    | Bronze 3 min 53 s 02 – RE | -                                  |
| 4 × 100 mètres nage libre | -                         | 8e 3 min 38 s 23                   |

### Championnats d'Europe

#### En grand bassin
| Épreuve / Édition      | Grand bassin          | Grand bassin        | Grand bassin         |
| Épreuve / Édition      | Eindhoven 2008        | Budapest 2010       | Berlin 2014          |
| 100 m dos              | -                     | Argent 1 min 0 s 19 | -                    |
| 200 m dos              | -                     | Or 2 min 7 s 04     | Argent 2 min 9 s 66  |
| 4 × 100 mètres 4 nages | Or 3 min 59 s 33 – RE | Or 3 min 59 s 72    | Bronze 3 min 57 s 97 |

#### En petit bassin
| Épreuve / Édition     | Petit bassin         | Petit bassin         |
| Épreuve / Édition     | Helsinki 2006        | Rijeka 2008          |
| 200 m dos             | Bronze 2 min 05 s 74 | Bronze 2 min 03 s 12 |
| 4 × 50 mètres 4 nages | Bronze 1 min 48 s 26 | -                    |

## Records

### Records personnels
Ces tableaux détaillent les records personnels d'Elizabeth Simmonds en grand et petit bassin.
| Épreuve   | Temps        | Compétition                          | Lieu                   | Date         |
| 100 m dos | 59 s 43      | Championnats de Grande-Bretagne 2010 | Sheffield, Royaume-Uni | 31 mars 2010 |
| 200 m dos | 2 min 6 s 79 | Championnats de Grande-Bretagne 2010 | Sheffield, Royaume-Uni | 2 avril 2010 |

| Épreuve   | Temps        | Compétition                                | Lieu                   | Date             |
| 100 m dos | 56 s 49      | Championnats d'Écosse en petit bassin 2013 | Édimbourg, Royaume-Uni | 19 décembre 2013 |
| 200 m dos | 2 min 0 s 83 | Duel in the Pool 2011                      | Atlanta, États-Unis    | 16 décembre 2011 |